# Moonlee Records
Moonlee Records je nezavisna diskografska kuća koju su 2004. godine osnovali glazbeni entuzijasti iz Slovenije i Hrvatske, članovi sastava Analena i Lunar. Sjedište kuće nalazi se u Ljubljani, a ogranak u Zagrebu. Ime kuće je igra riječi i dolazi od naziva njezine maskote, Mr. Moonleeja, koji je prikazan kao limun koji se bavi borilačkim sportovima.
Izvođači koje Moonlee Records promovira dolaze uglavnom iz zemalja bivše Jugoslavije – Hrvatske, Slovenije, Srbije, Bosne i Hercegovine i Makedonije, a glazba kojom se bave je isključivo alternativni rock i njegove podvrste. Neki od najpoznatijih izvođača su Analena, Bernays Propaganda, Debeli precjednik, Damir Avdić, Repetitor, In-Sane, Xaxaxa, Psycho-Path, Vuneny i Don't Mess With Texas. Jednom godišnje kuća organizira promotivni festival Moonleejada, gdje se predstavljaju kućni bendovi.
Moonlee Records djeluje prema uradi sam principima, a tim koji sačinjava kuću sastoji se od osoba koje su iskustvo stekle svirajući u mnogim bendovima. Smatra se za jednu od najvažnijih i najutjecajnijih nezavisnih diskografskih kuća u ovom dijelu Europe.

## Glazbenici
- Analena
- Bernays Propaganda
- Bilk
- Chang Ffos
- Cog
- Cripple and Casino
- Damir Avdić
- Debeli precjednik / Fat Prezident
- Don't Mess With Texas
- Entreat
- Hesus Attor
- Hitch
- Iamdisease
- In-Sane
- Kleemar
- Lunar
- Nikki Louder
- Psycho-Path
- Repetitor
- Senata Fox
- Storms
- TRUS!
- Vuneny
- Vlasta Popić
- Xaxaxa

## Izdanja*
| KOD IZDANJA | IZVOĐAČ                           | NASLOV IZDANJA                     | ŽANR                   | FORMAT        | DATUM IZDAVANJA |
| ----------- | --------------------------------- | ---------------------------------- | ---------------------- | ------------- | --------------- |
| HMRL037     | Vlasta Popić                      | Kvadrat                            | post punk              | LP/CD         | 28.01.2015.     |
| HMRL036     | Iamdisease                        | Praznina                           | hardcore punk          | CD            | 16.12.2014.     |
| HMRL035     | Xaxaxa                            | Sami Maži i Ženi                   | post punk              | CD/LP         | 08.09.2014.     |
| HMRL034     | Debeli Precjednik / Fat Prezident | Povijest Bolesti                   | punk                   | LP            | 25.09.2014.     |
| HMRL033     | Kleemar / Trus!                   | Banana Split                       | electronic / post punk | LP            | 17.12.2013.     |
| HMRL032     | Nikki Louder                      | Golden Men                         | noise rock             | CD/LP         | 17.04.2013.     |
| HMRL031     | Trus!                             | First Step                         | post punk              | CD            | 14.03.2013.     |
| HMRL030     | Bernays Propaganda                | Zabraneta planeta                  | new wave/post-punk     | CD/LP         | 26.02.2013.     |
| HMRL029     | Cripple And Casino                | With High Regards                  | post punk              | LP            | 12.02.2013.     |
| HMRL028     | Repetitor                         | Dobrodošli na okean                | garage rock            | CD/LP         | 29.11.2012.     |
| HMRL027     | Xaxaxa                            | Siromašni i Bogati                 | post punk              | LP            | 08.09.2012.     |
| HMRL026     | In-Sane / Despite Everything      | split                              | punk                   | 10"           | 20.04.2012.     |
| HMRL025     | Debeli Precjednik / Fat Prezident | Bruto Slavo / VBK                  | punk                   | CD/LP         | 08.05.2012.     |
| HMRL024     | Various Artists                   | Igraj slobodno!                    | post punk              | free download | 10.01.2012.     |
| HMRL023     | Xaxaxa                            | Tango Revolucioner                 | post punk              | CD/LP         | 20.04.2011.     |
| HMRL022     | Nikki Louder                      | Our World Died Yesterday           | noise rock             | LP+CD         | 03.05.2011.     |
| HMRL021     | Storms                            | We Are Storms                      | post rock              | LP            | 12.09.2011.     |
| HMRL020     | Bernays Propaganda                | My Personal Holiday                | post punk              | CD/LP         | 17.05.2010.     |
| HMRL019     | Damir Avdić                       | Život je raj                       | punk blues             | CD            | 05.05.2010.     |
| HMRL018     | In-Sane                           | Trust These Hands... Are Worthless | punk                   | CD            | 02.12.2009.     |
| HMRL017     | Analena                           | Inconstantinopolis                 | screamo                | CD/LP         | 09.11.2009.     |
| HMRL016     | Bernays Propaganda                | Happiness Machines                 | post punk              | CD/LP         | 06.04.2009.     |
| HMRL015     | Hesus Attor                       | Sonic Gastronomy Vol. 1            | mathcore               | CD            | 15.09.2008.     |
| HMRL014     | Damir Avdić                       | Mrtvi su mrtvi!                    | punk blues             | CD            | 24.03.2008.     |
| HMRL013     | Psycho-Path                       | The Ass-Soul Of Psycho Path        | indie rock             | CD            | 03.03.2008.     |
| HMRL012     | Don't Mess With Texas             | Los Dias De Junio                  | post rock              | CD/LP         | 08.10.2007.     |
| HMRL011     | Cog                               | Course Over Ground                 | noise rock             | CD            | 07.05.2007.     |
| HMRL010     | Vuneny                            | V2                                 | electro                | CD            | 20.11.2006.     |
| HMRL009     | Debeli Precjednik / Fat Prezident | Through The Eyes Of The Innocent   | punk                   | CD            | 05.06.2006.     |
| HMRL008     | Senata Fox                        | The Acracy Discourse               | hardcore punk          | CD            | 05.02.2007.     |
| HMRL007     | Hitch                             | We Are Electric!                   | indie rock             | CD/LP         | 08.05.2006.     |
| HMRL006     | Chang Ffos                        | Trust This Arcane Device           | metal                  | CD            | 08.05.2006.     |
| HMRL005     | Bilk                              | This Bilk is Radioactive           | drum'n'bass            | CD/LP         | 06.03.2006.     |
| HMRL004     | Entreat.                          | Deincubation                       | metal                  | CD            | 27.01.2005.     |
| HMRL003     | Don't Mess With Texas             | Don't Mess With Texas              | post rock              | CD/LP         | 15.11.2004.     |
| HMRL002     | Lunar                             | Turbo                              | post rock              | CD            | 29.11.2004.     |
| HMRL001     | Analena                           | Carbon Based                       | screamo                | CD/cass/LP    | 15.11.2004.     |

* sva izdanja su također dostupna i za preuzimanje preko Bandcamp profila

## Vanjske poveznice
- Službena web stranica